# Église de la Nativité-de-la-Sainte-Vierge de Bonneil
L'église de la Nativité-de-la-Sainte-Vierge est une église située à Bonneil, dans le département de l'Aisne en France.

## Localisation
L'église est bâtie à Bonneil dans le creux d'une large boucle de la vallée de la Marne.

## Description
L'église est composée d’une nef, de deux bas-côtés, d’un transept et d’un chœur datés du XIIe siècle. 
Les voûtes des bas-côtés et des croisillons du transept datent du XVIe siècle. Le clocher carré est bâti sur le croisillon Nord.
Le croisillon sud forme la chapelle de la Vierge.
Le portail date du XIIe siècle.

## Historique
L'église très endommagée lors de la Première Guerre mondiale a du être en partie reconstruite et souffre encore de vétusté.
Elle a été classée au titre des monuments historiques en 1921.
Elle contient plusieurs éléments classés au titre d'objet.

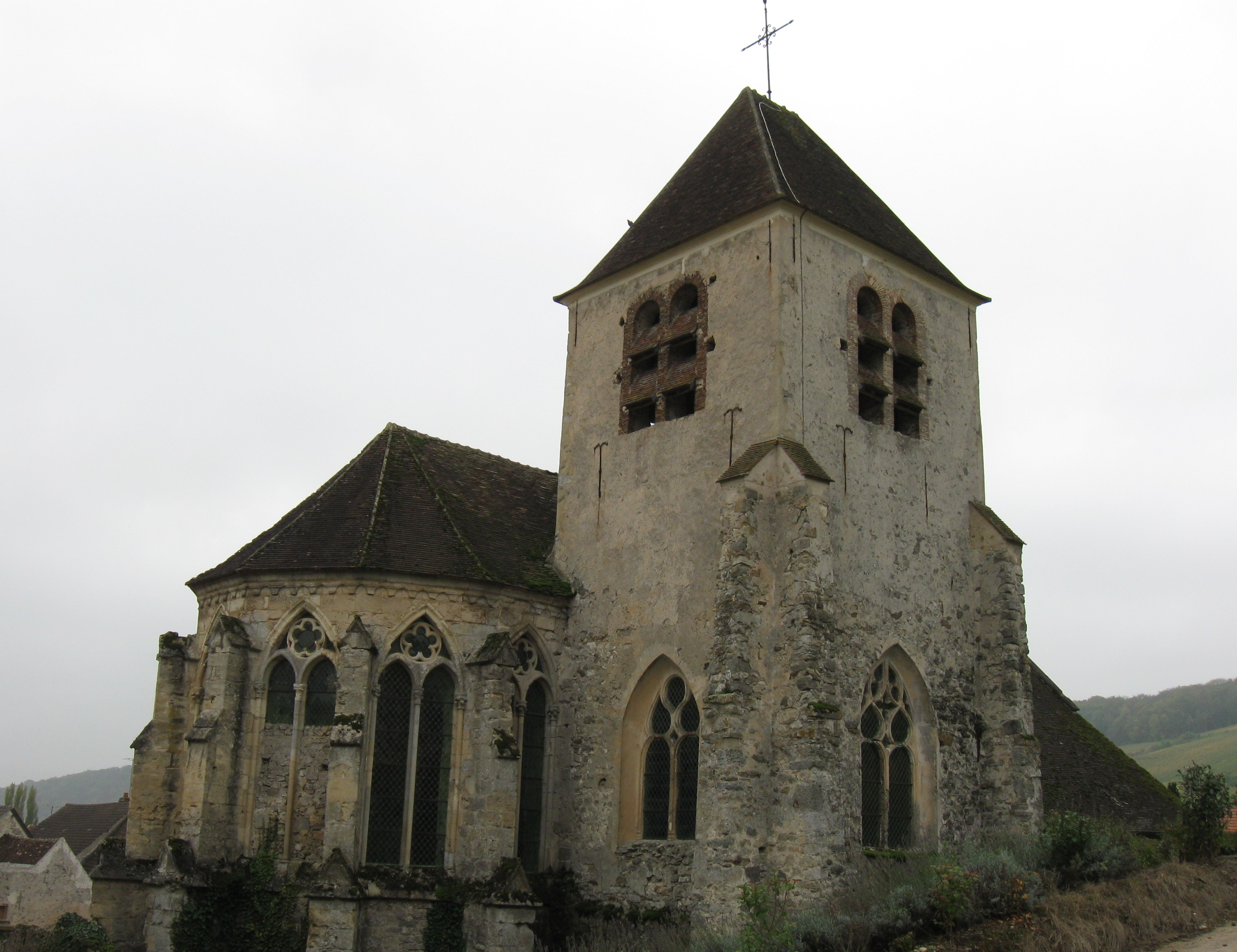
L'église Notre-Dame côté nord-est.
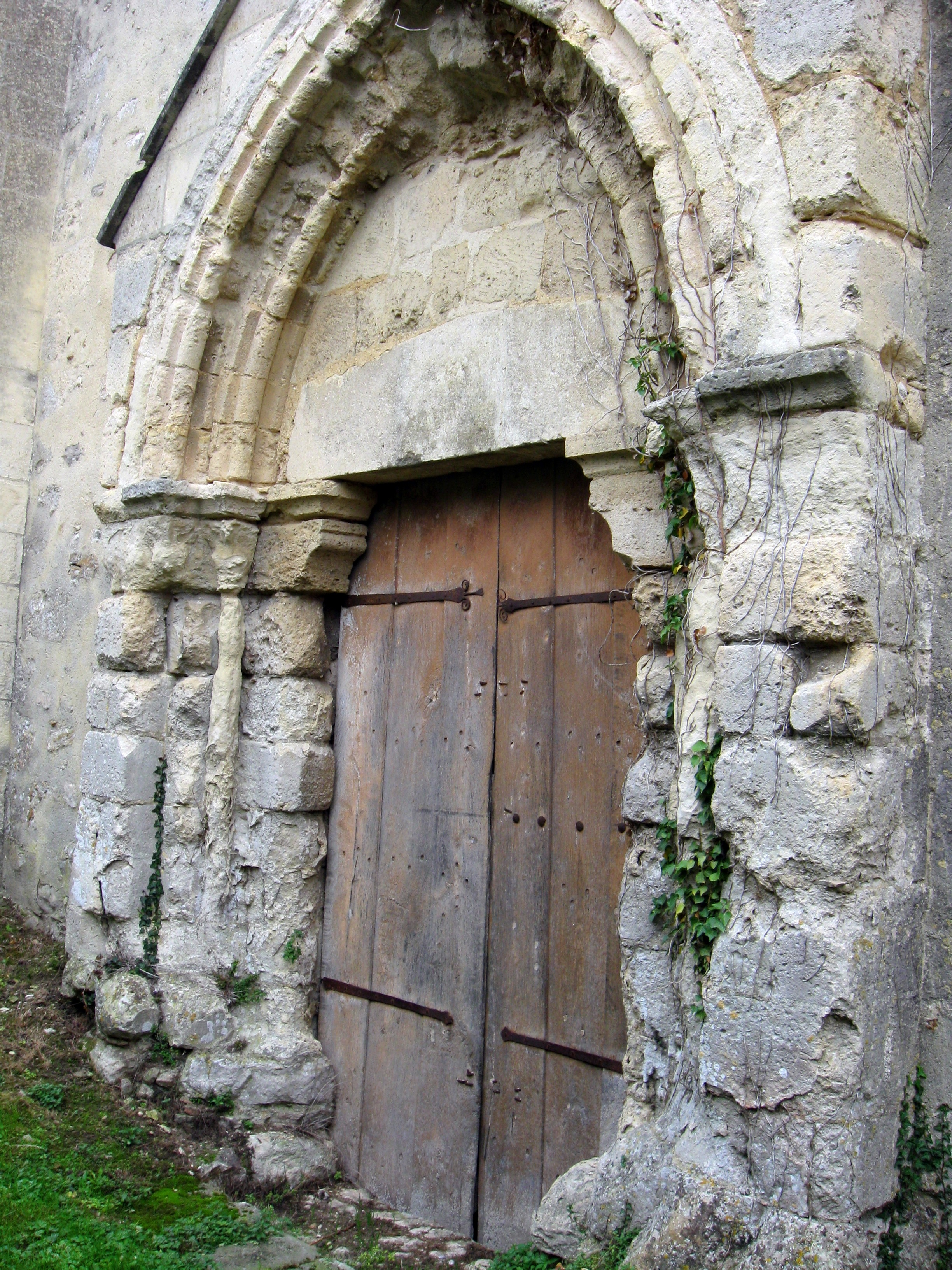
Portail de l'église Notre-Dame.
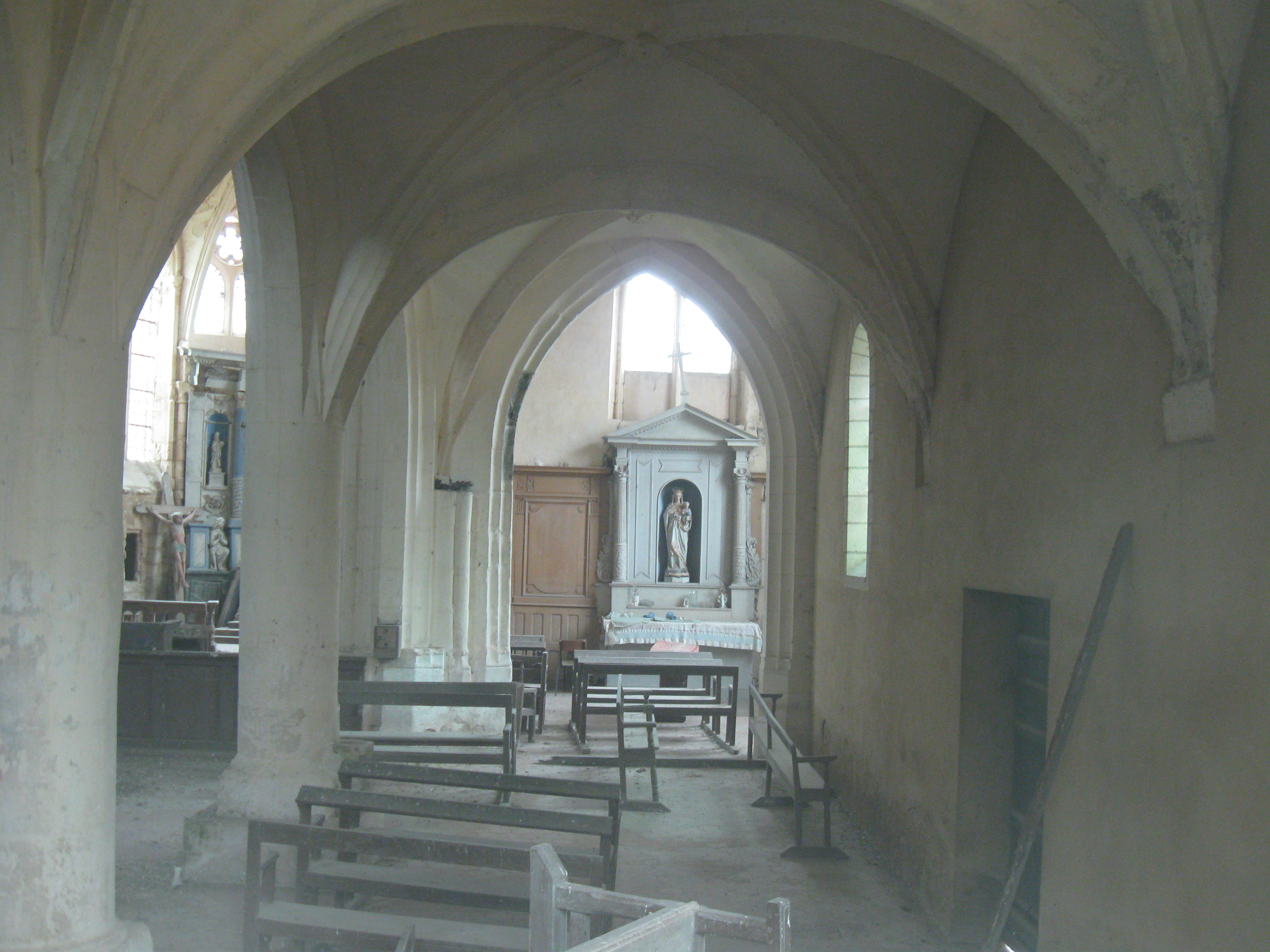
Bas-côté sud de l'église Notre-Dame.